# عبور از میدان مین
عبور از میدان مین فیلمی به کارگردانی جواد طاهری و نویسندگی نادر قویدل، جواد طاهری ساختهٔ سال ۱۳۶۲ است.

## بازیگران
- سعید راد
- مجید مظفری
- فرهنگ حیدری
- رسول توکلی
- سعید نیوندی
- ایرج ریسه ای
- نادر دلاوری
- نعمت افشاریان
- حسین ملکی
- مهدی سبوکی
- حسین اسدی
- جواد روشنایی